# Mark Christopher
Mark Christopher (ur. 8 lipca 1963 w Fort Dodge) – amerykański reżyser i scenarzysta filmowy.

## Życiorys
Urodził się i wychowywał w stanie Iowa. Ukończył nowojorską szkołę filmową przy Columbia University. Stał się znany dzięki reżyserii filmu krótkometrażowego The Dead Boys Club (1993), zdobywając kilka nagród, ale przede wszystkim Alkali w Iowa (1996) – zwycięzca pierwszego miejsca Fiction Award Film na Festiwalu Filmowym Cinema Award New Line w Nowym Jorku, Absolut Auteur Award w San Francisco i Złotego Teddy'ego w Berlinie.
Jego reżyserskim debiutem pełnometrażowego filmu był Klub 54 (1998) z udziałem Ryana Phillippe'a, Mike'a Myersa, Salmy Hayek, Neve Campbell i Marka Ruffalo. W 2003 był scenarzystą i reżyserem komedii Pizza z Ethanem Embrym, Alexis Dzieną, Judah Friedlanderem, Julie Hagerty i Jessem McCartneyem.

## Wybrana filmografia
- The Dead Boys' Club (1992) – reżyseria
- Boys' Shorts: The New Queer Cinema (1993) – reżyseria
- Boys Life 2 (1997) (segment: Akali, Iowa) – scenariusz, reżyseria
- Klub 54 (54, 1998) – scenariusz, reżyseria
- Pizza (2005) – scenariusz, reżyseria
- Heartland (2007) – scenariusz, reżyseria